# Anna-Lena Wästberg
Anna-Lena Wästberg, folkbokförd Märta Anna Lena Wästberg, ogift Eldh, född 3 juni 1927 i Lidköpings församling i dåvarande Skaraborgs län, är en svensk barnboksförfattare och översättare.
Anna-Lena Wästberg är dotter till borgmästaren Robert Eldh och Lena, ogift Behrens. Hon studerade vid Uppsala universitet där hon 1949 blev filosofie kandidat och 1951 filosofie magister och fortsatte därefter sina studier i USA där hon blev Master of Arts (MA) vid Radcliffe College i Harvard 1955. Åren 1976–1978 förkovrade hon sig ytterligare vid Dramatiska institutet i Stockholm. Hon har gett ut ett större antal barnböcker, samt översatt afrikansk lyrik och prosa men framför allt barnböcker.
Hon var 1955–1974 gift med författaren Per Wästberg (född 1933).